# Venceslao II di Boemia
Venceslao II di Boemia (Praga, 27 settembre 1271 – Praga, 21 giugno 1305) re di Boemia dal 1278, re di Polonia dal 1300 e Duca di Cracovia dal 1291, figlio del re di Boemia Ottocaro II di Boemia e della di lui seconda consorte Cunegonda di Slavonia, successe al padre sul trono di Boemia.

## Biografia
All'epoca della sua nascita, il potere della dinastia dei Přemyslidi era all'apice del suo splendore. Tuttavia le cose cambiarono con l'elezione al trono del Sacro Romano Impero di Rodolfo I d'Asburgo, il quale rivendicò dal padre di Venceslao, Ottocaro, le terre di Austria, Stiria, Carinzia, Carniola e Friuli. La disputa, dopo un lungo arbitrato, venne risolta solamente nel 1273, quando Ottocaro, politicamente e militarmente molto indebolito, accettò di restituire in parte tutte le terre acquisite. Parte dell'accordo prevedeva un'alleanza matrimoniale tra l'erede di Ottocaro, Venceslao, ed una delle figlie di Rodolfo. Tuttavia quanto stabilito dall'arbitrato non venne mai rispettato e seguì un altro periodo di diatribe e conflitti che culminarono nella Battaglia di Marchfeld, dove Ottocaro II di Boemia trovò la morte nel 1278. Sovrano reggente del regno divenne Ottone IV di Brandeburgo, cugino di Venceslao, il quale, per mantenere l'ordine nel paese decise di portarlo, allora di appena sette anni d'età, con sé nel Brandeburgo. Dopo diversi anni di tumulti, di carestie e di incertezze politiche, il piccolo Venceslao trascorse gli anni dal 1278 al 1283 alla corte del cugino. Tornato in Boemia a dodici anni trovò il potere politico nelle mani dell'amante (e futuro marito) della madre, Zavis di Falkstein. Questa situazione durò molto poco, ben presto Venceslao lo arrestò nel 1289 e lo fece giustiziare l'anno seguente.

Dopo l'esecuzione di Zavis, Venceslao intraprese la sottomissione della regione dell'Alta Slesia e della Bassa Slesia. Alla morte di suo suocero, Rodolfo I d'Asburgo, Venceslao non supportò l'elezione del fratello di Rodolfo, Alberto I d'Asburgo, al trono di Imperatore ma quella di Adolfo di Nassau-Weilburg. Dopo la sua elezione, tuttavia, Adolfo non mantenne le promesse fatte a Venceslao in cambio del suo sostegno, per questo motivo Venceslao si adoperò per farlo detronizzare e far eleggere al suo posto l'altro pretendente, Alberto I d'Asburgo.

In seguito soppresse i nobili dissidenti e prese controllo del paese, accettando il ducato di Cracovia e diventando monarca polacco.
Rifiutando la corona ungherese per se stesso, nel 1301 tentò di chiederla per il figlio, Venceslao III. Nel 1304 Alberto I di Germania, di cui Venceslao aveva sposato la sorella, Guta (figlia di Rodolfo d'Asburgo), tentò senza successo di competere con lui, rinunciando alla Polonia e all'Ungheria.

## Matrimoni e discendenza

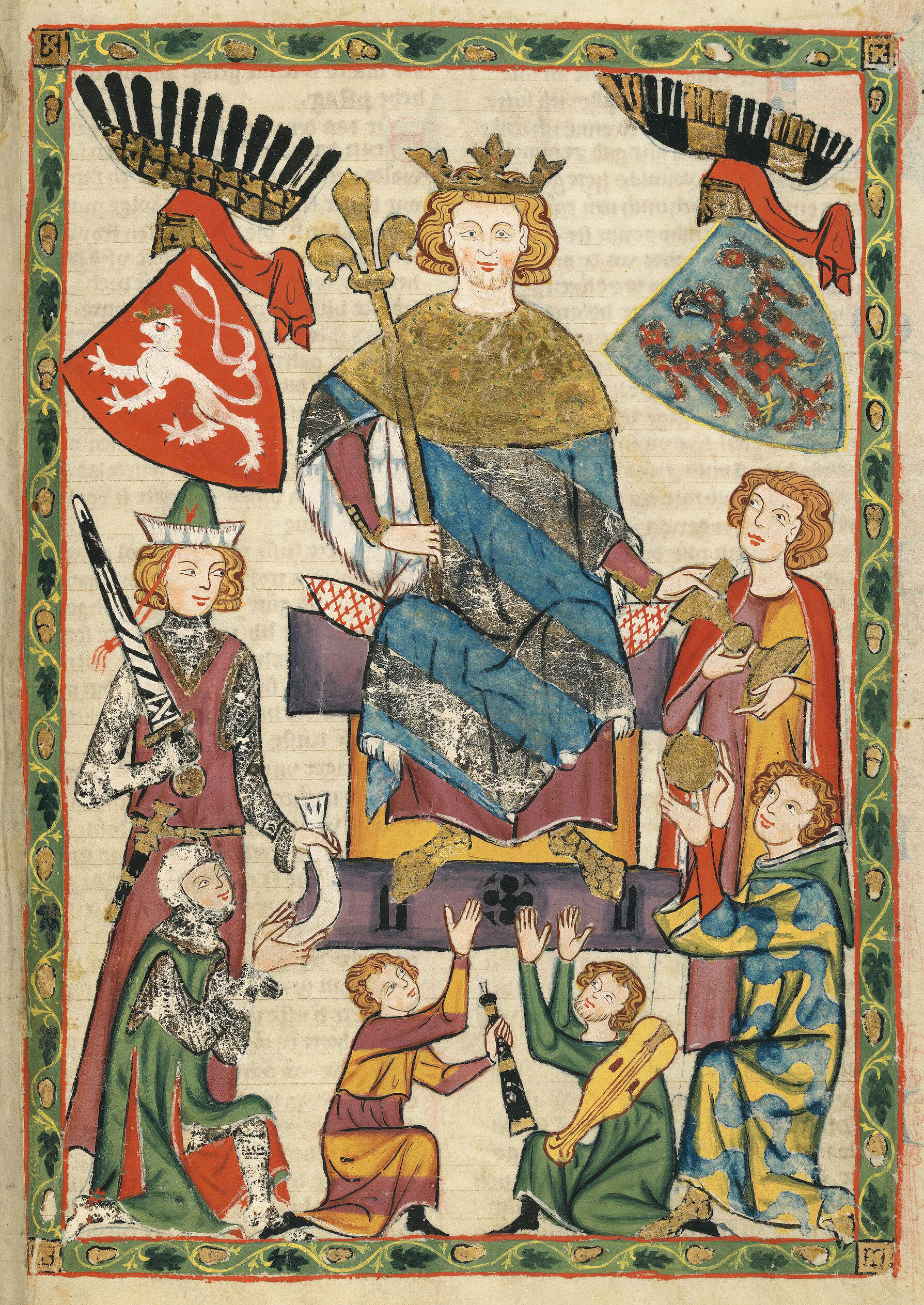
Venceslao II nel Codice Manesse

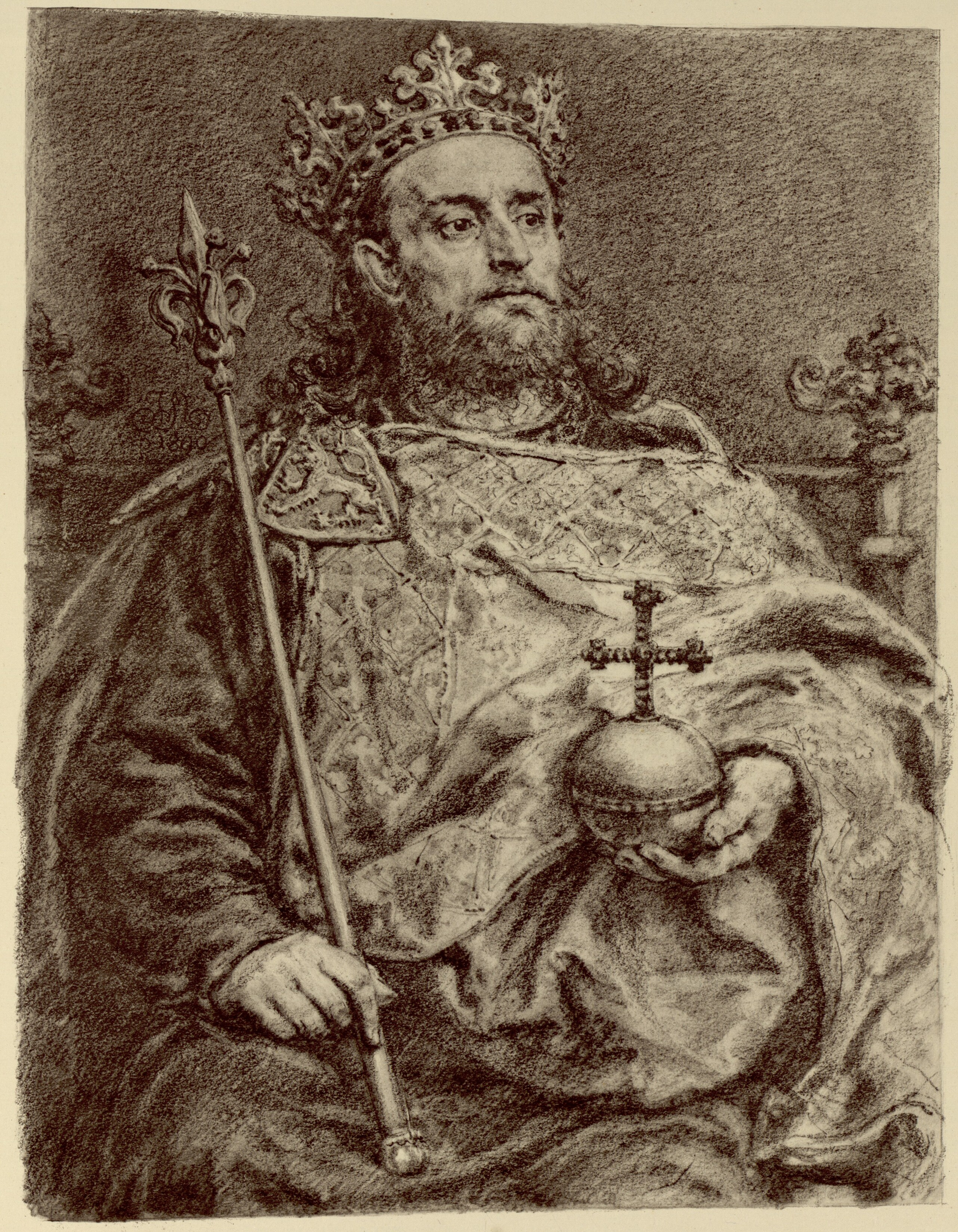
Venceslao II ritratto da Jan Matejko.

Venceslao si sposò due volte. Nel 1285 sposò Giuditta d'Asburgo (1271–1297), figlia di Rodolfo I d'Asburgo e di Gertrude di Hohenberg. Giuditta morì poco dopo aver dato alla luce il decimo figlio. Rimasto vedovo, Venceslao sposò nel 1300 Elisabetta Richeza di Polonia (1286 - 1335), figlia di Przemysł II, re di Polonia dal 1295.
- da Giuditta d'Asburgo Venceslao ebbe:
  - Přemysl Otakar (6 maggio 1288 - 19 novembre 1288)
  - Venceslao (1289 – 1306), successo poi al padre, con il nome di Venceslao III, come re di Boemia, d'Ungheria e di Polonia;
  - Anna, gemella di Venceslao, morta infante;
  - Anna di Boemia (Anna Přemyslovna) (1290-1313), andata sposa nel 1306 ad Enrico di Carinzia e Tirolo;
  - Elisabetta di Boemia (Eliška Přemyslovna) (1292-1330), andata sposa nel 1310 a Giovanni di Lussemburgo;
  - Guta (1293 - 1294);
  - Giovanni (1294 - 1295);
  - Giovanni (1295 - 1296);
  - Margherita di Boemia (Markéta Přemyslovna) (1296 - 1322), andata sposa nel 1308 a Boleslao III il Generoso, duca di Breslavia;
  - Guta (†1297).
- Da Elisabetta Richeza di Polonia Venceslao ebbe una figlia:
  - Agnese di Boemia (Anežka Přemyslovna) (1305 - prima del 4 gennaio 1337), andata sposa ad Enrico I, duca di Jawor.

Venceslao ebbe inoltre numerosi figli illegittimi tra i quali Jan Volek (†1351), vescovo di Olomouc

## Venceslao II in letteratura
Dante Alighieri, nella Divina Commedia, lo cita nella cantica del Purgatorio, facendo dire a Sordello da Goito:
(Dante Alighieri, Divina Commedia, VII canto del Purgatorio, 100 - 102)

## Ascendenza
|                        |                             |                         | Genitori              |  |  | Nonni |  |  | Bisnonni             |  |  | Trisnonni              |  |
|                        |                             |                         |                       |  |  |       |  |  | Ottocaro I di Boemia |  |  | Vladislao II di Boemia |  |
|                        |                             |                         |                       |  |  |       |  |  | Ottocaro I di Boemia |  |  | Vladislao II di Boemia |  |
|                        |                             | Giuditta di Turingia    |                       |  |  |       |  |  | Ottocaro I di Boemia |  |  |                        |  |
| Venceslao I di Boemia  |                             |                         |                       |  |  |       |  |  | Ottocaro I di Boemia |  |  |                        |  |
|                        |                             | Costanza d'Ungheria     | Béla III d'Ungheria   |  |  |       |  |  |                      |  |  |                        |  |
|                        |                             | Costanza d'Ungheria     | Béla III d'Ungheria   |  |  |       |  |  |                      |  |  |                        |  |
|                        |                             | Costanza d'Ungheria     | Agnese d'Antiochia    |  |  |       |  |  |                      |  |  |                        |  |
| Ottocaro II di Boemia  |                             | Costanza d'Ungheria     |                       |  |  |       |  |  |                      |  |  |                        |  |
|                        |                             | Filippo di Svevia       | Federico Barbarossa   |  |  |       |  |  |                      |  |  |                        |  |
|                        |                             | Filippo di Svevia       | Federico Barbarossa   |  |  |       |  |  |                      |  |  |                        |  |
|                        |                             | Filippo di Svevia       | Beatrice di Borgogna  |  |  |       |  |  |                      |  |  |                        |  |
| Cunegonda di Svevia    |                             | Filippo di Svevia       |                       |  |  |       |  |  |                      |  |  |                        |  |
|                        |                             | Irene Angelo            | Isacco II Angelo      |  |  |       |  |  |                      |  |  |                        |  |
|                        |                             | Irene Angelo            | Isacco II Angelo      |  |  |       |  |  |                      |  |  |                        |  |
|                        |                             | Irene Angelo            | Irene Paleologa       |  |  |       |  |  |                      |  |  |                        |  |
| Venceslao II di Boemia |                             | Irene Angelo            |                       |  |  |       |  |  |                      |  |  |                        |  |
|                        | Michele I, Granduca di Kiev | Vsevolod IV di Kiev     |                       |  |  |       |  |  |                      |  |  |                        |  |
|                        | Michele I, Granduca di Kiev | Vsevolod IV di Kiev     |                       |  |  |       |  |  |                      |  |  |                        |  |
|                        | Michele I, Granduca di Kiev | Maria di Polonia        |                       |  |  |       |  |  |                      |  |  |                        |  |
| Rostislav Michajlovič  | Michele I, Granduca di Kiev |                         |                       |  |  |       |  |  |                      |  |  |                        |  |
|                        |                             | Elena Romanovna         | Roman Mstislavič      |  |  |       |  |  |                      |  |  |                        |  |
|                        |                             | Elena Romanovna         | Roman Mstislavič      |  |  |       |  |  |                      |  |  |                        |  |
|                        |                             | Elena Romanovna         | Predslava Rurikovna   |  |  |       |  |  |                      |  |  |                        |  |
| Cunegonda di Slavonia  |                             | Elena Romanovna         |                       |  |  |       |  |  |                      |  |  |                        |  |
|                        |                             | Béla IV d'Ungheria      | Andrea II d'Ungheria  |  |  |       |  |  |                      |  |  |                        |  |
|                        |                             | Béla IV d'Ungheria      | Andrea II d'Ungheria  |  |  |       |  |  |                      |  |  |                        |  |
|                        |                             | Béla IV d'Ungheria      | Gertrude di Merania   |  |  |       |  |  |                      |  |  |                        |  |
| Anna d'Ungheria        |                             | Béla IV d'Ungheria      |                       |  |  |       |  |  |                      |  |  |                        |  |
|                        |                             | Maria Lascaris di Nicea | Teodoro I Lascaris    |  |  |       |  |  |                      |  |  |                        |  |
|                        |                             | Maria Lascaris di Nicea | Teodoro I Lascaris    |  |  |       |  |  |                      |  |  |                        |  |
|                        |                             | Maria Lascaris di Nicea | Anna Comnena Angelina |  |  |       |  |  |                      |  |  |                        |  |
|                        |                             | Maria Lascaris di Nicea |                       |  |  |       |  |  |                      |  |  |                        |  |